# گایزلی
گایزلی (به انگلیسی: Guiseley) یک شهرک در بریتانیا است که در لیدز واقع شده‌است. گایزلی ۲۲٬۳۴۷ نفر جمعیت دارد.